# Allen Crabbe
Allen Lester Crabbe III (Los Ángeles, California; 9 de abril de 1992) es un jugador de baloncesto estadounidense que actualmente se encuentra sin equipo. Con 1,96 metros de altura, juega en la posición de escolta.

## Trayectoria deportiva

### Universidad
Jugó durante tres temporadas con los Golden Bears de la Universidad de California en Berkeley, en las que promedió 15,7 puntos, 5,7 rebotes y 2,2 asistencias por partido. En su primera temporada fue elegido Novato del Año de la Pacific-10 Conference, tras establecer el récord histórico para un debutante de su universidad en triples en una temporada, con 62. En su segunda temporada fue incluido en el mejor quinteto de la conferencia, honor que repitió al año siguiente, además de ser elegido Jugador del Año de la Pac-12.

#### Estadísticas
| Año     | Equipo     | PJ | PT | MPP  | %TC  | %3P  | %TL  | RPP | APP | ROB | TPP | PPP  |
| ------- | ---------- | -- | -- | ---- | ---- | ---- | ---- | --- | --- | --- | --- | ---- |
| 2010–11 | California | 31 | 31 | 33.8 | .446 | .400 | .804 | 5.3 | 2.0 | .9  | .5  | 13.4 |
| 2011–12 | California | 34 | 33 | 34.1 | .431 | .399 | .843 | 5.7 | 2.1 | .5  | .6  | 15.2 |
| 2012–13 | California | 33 | 33 | 36.2 | .459 | .348 | .813 | 6.1 | 2.6 | 1.1 | .7  | 18.4 |
| Total   | Total      | 98 | 97 | 34.7 | .446 | .382 | .819 | 5.7 | 2.2 | .9  | .6  | 15.7 |

### Profesional
Fue elegido en la trigésimo primera posición del Draft de la NBA de 2013 por Cleveland Cavaliers, pero fue inmediatamente traspasado a Portland Trail Blazers a cambio de dos futuras rondas del draft.
[actualizar]
Después de unos meses en Atlanta, el 16 de enero de 2020, es traspasado a Minnesota Timberwolves, a cambio de Jeff Teague y Treveon Graham.
El 22 de enero de 2022 los Westchester Knicks adquirieron a Crabbe mediante exenciones.

## Estadísticas de su carrera en la NBA

### Temporada regular
| Año     | Equipo    | PJ  | PT  | MPP  | %TC  | %3P  | %TL  | RPP | APP | ROB | TPP | PPP  |
| ------- | --------- | --- | --- | ---- | ---- | ---- | ---- | --- | --- | --- | --- | ---- |
| 2013-14 | Portland  | 15  | 0   | 6.7  | .364 | .429 | .750 | .6  | .4  | .1  | .1  | 2.2  |
| 2014-15 | Portland  | 51  | 9   | 13.4 | .412 | .353 | .750 | 1.4 | .8  | .4  | .3  | 3.3  |
| 2015-16 | Portland  | 81  | 8   | 26.0 | .459 | .393 | .867 | 2.7 | 1.2 | .8  | .2  | 10.3 |
| 2016-17 | Portland  | 79  | 7   | 28.5 | .468 | .444 | .847 | 2.9 | 1.2 | .7  | .3  | 10.7 |
| 2017-18 | Brooklyn  | 75  | 68  | 29.3 | .407 | .378 | .852 | 4.3 | 1.6 | .6  | .5  | 13.2 |
| 2018-19 | Brooklyn  | 43  | 20  | 26.3 | .367 | .378 | .732 | 3.4 | 1.1 | .5  | .3  | 9.6  |
| 2019-20 | Atlanta   | 28  | 1   | 18.6 | .364 | .323 | .750 | 2.3 | 1.0 | .5  | .1  | 5.1  |
| 2019-20 | Minnesota | 9   | 0   | 14.6 | .324 | .231 | .500 | 1.3 | .6  | .0  | .0  | 3.2  |
| Total   | Total     | 381 | 113 | 24.0 | .425 | .387 | .831 | 2.8 | 1.1 | .6  | .3  | 9.1  |

### Playoffs
| Año   | Equipo   | PJ | PT | MPP  | %TC  | %3P   | %TL  | RPP | APP | ROB | TPP | PPP |
| ----- | -------- | -- | -- | ---- | ---- | ----- | ---- | --- | --- | --- | --- | --- |
| 2015  | Portland | 2  | 1  | 19.5 | .800 | 1.000 | .000 | 1.5 | .5  | 1.0 | .5  | 5.0 |
| 2016  | Portland | 11 | 0  | 27.5 | .521 | .429  | .737 | 2.9 | 1.4 | .6  | .1  | 9.5 |
| 2017  | Portland | 4  | 0  | 23.0 | .375 | .231  | .333 | 3.3 | .5  | .3  | .0  | 5.5 |
| Total | Total    | 17 | 1  | 25.5 | .500 | .400  | .682 | 2.8 | 1.1 | .6  | .1  | 8.1 |